# António Carreira
António Carreira (* um 1525 in Portugal; † um 1592 in Lissabon) war ein portugiesischer Organist und Komponist, der wichtigste portugiesische 'Clavierist' vor Manuel Rodrigues Coelho. Während seines Lebens stand Portugal auf dem Zenit von Reichtum, Macht und kultureller Blüte, aber er erlebte auch hautnah das Ende der portugiesischen Dynastie der Aviz, und den Beginn der spanischen Fremdherrschaft (1580–1640).

## Leben
Schon als Kind erhielt António Carreira eine Ausbildung als Sänger an der königlichen Kapelle in Lissabon und blieb diesem Ensemble – später auch als Organist und Kapellmeister – bis zu seinem Ableben treu.
Zusammen mit dem Hofkapellmeister Bartolomeu Trosylho hatte Carreira bereits unter Dom Joaõ III (Reg. 1521–1557) eine prominente Stellung in der königlichen Hofkapelle, die er anscheinend auch unter den Regentschaften der Königingroßmutter Dona Catarina (1557–1562) und des Kardinals Dom Henrique (1562–1568) behielt. Nach der Thronbesteigung des 14-jährigen Königs Dom Sebastiaõ 1568 wurde Carreira als Nachfolger von Bartolomeo Trosylho zum Kapellmeister und zum Magisterio ernannt; er sollte eine Reform der Kapelle durchführen. Es ist nicht genau bekannt, aber wahrscheinlich, dass es zu dieser Zeit mindestens zwei Kapellen gab, eine für den König und eine für Dona Catarina bzw. für Dom Henrique, denn es gab zwischen 1562 und 1580 neben Carreira noch einen zweiten Kapellmeister: Den Flamen Raynaldus van Melle.
Nach dem tragischen Verschwinden des Königs Dom Sebastiaõ 1578 nach der Schlacht von Alcácer-Quibir, und dem Tod des Kardinals 1580, blieb Carreira auch unter der Regierung von Heinrich I. Kapellmeister der Königlichen Kapelle in Lissabon.
Carreira hatte einen Sohn, der wie er António Carreira hieß, musikalisch war und Augustiner-Eremit wurde. Ein gleichnamiger Neffe António Carreira war Kapellmeister in Santiago de Compostela.

## Werk
Carreira gilt als einer der besten Organisten seiner Zeit, er gehört zusammen mit Andrea Gabrieli, Jacob Buus und Rocco Rodio zu den ersten Komponisten, die monothematische 'Fugen' schrieben (Tentos, Ricercari, Fantasien). Sein Stil ist sehr elegant und ausdrucksvoll. 
Wegen einiger dramatischer historischer Ereignisse, die Portugal seit dem 16. Jahrhundert heimsuchten, haben nur relativ wenige Werke von António Carreira und anderen portugiesischen Komponisten überlebt. Besonders tragisch ist die folgende Geschichte: Diogo Barbosa Machado berichtete 1741 (in Biblioteca Lusitana), dass Carreira einige seiner bewunderten Vokalwerke seinem Sohn António, hinterließ, damit er sie drucken ließe; noch bevor es dazu kommen konnte, starb sein Sohn jedoch an einer Epidemie, die Lissabon 1599 heimsuchte, und mit ihm verschwanden auch die besagten Noten. Trotzdem befanden sich laut Machado 1741 die wichtigsten dieser Werke in der Königlichen Musikbibliothek (als Manuskripte), darunter zwei "Lamentações de Semana Santa", und die sechsstimmigen Motetten "Circumdederunt me" und "Illumina oculos meos". Leider ging die Bibliothek nur 14 Jahre später, beim großen Erdbeben von Lissabon 1755 unter, und mit ihr auch Carreiras Vokalmusik, da sie nie gedruckt wurde, und so keine weite Verbreitung gefunden hatte. 
Glücklicherweise haben einige sehr schöne Tastenkompositionen von Carreira in einem Manuskript aus dem ehemaligen Kloster Santa Cruz in Coimbra überlebt, das sich heute in der Universitätsbibliothek Coimbra befindet (Manuscrito Musical no. 242). Einige davon wurden von Kastner in der Reihe Portugaliae Musica (PM 19) herausgegeben (siehe unten). 

## Noten
- Antologia de Organistas do Século XVI: António Carreira - Heliodoro de Paiva - António de Macedo - Giulio Segni da Modena - Antonio de Cabezón (Portugaliae Musica, PM 19), transc. de Cremilde Rosado Fernandes, estudo de M. C. Kastner, Lissabon: Fundação Calouste Gulbenkian, 1998/1969 (2.ª edição).